# Altbier
Altbier (sovint abreujat com Alt) és un tipus de cervesa d'alta fermentació (per bé que madurada a l'estil de les lager), fosca i bastant llupolitzada (més pel que fa a l'amargor que a l'aroma). És típica de la ciutat de Dusseldorf i rodalia, a l'oest d'Alemanya, molt a prop de les fronteres amb Bèlgica i Països Baixos.
El nom Altbier, que literalment vol dir cervesa antiga (alt significa vell en alemany), fa referència al tradicional mètode de producció, anterior a la revolució de les lager de finals del segle xviii. L'altbier és produïda a la manera tradicional en alguns aspectes com ara la utilització de llevats d'alta fermentació i maltes fosques. Fins als anys cinquanta, també era coneguda com a Düssel (de Düsseldorf).
La històrica rivalitat entre Düsseldorf i Colònia s'expressa també en la lluita per produir la millor cervesa tradicional, la Kölsch a Colònia o l'altbier a Düsseldorf. Totes dues presenten certes característiques comunes que les diferencien de la resta de cerveses alemanyes sobretot en el mètode de producció. Tanmateix en la producció de l'altbier s'utilitza més quantitat de llúpol i més proporció de maltes torrades que en la producció de la Kölsch, el resultat és una cervesa d'un color més fosc i un sabor més amarg, lleugerament més sec. A diferència de la Kolsch, l'altbier no disposa de cap segell d'indicació d'origen protegit motiu pel qual pot ser produïda en altres regions, és habitual distingir entre les altbier de Dusseldorf (més fidels a l'estil) i les altbier alemanyes.
Se'n produeix una variant més fosca i alcohòlica anomenada Latzenbier o Sticke.

## Cerveseries

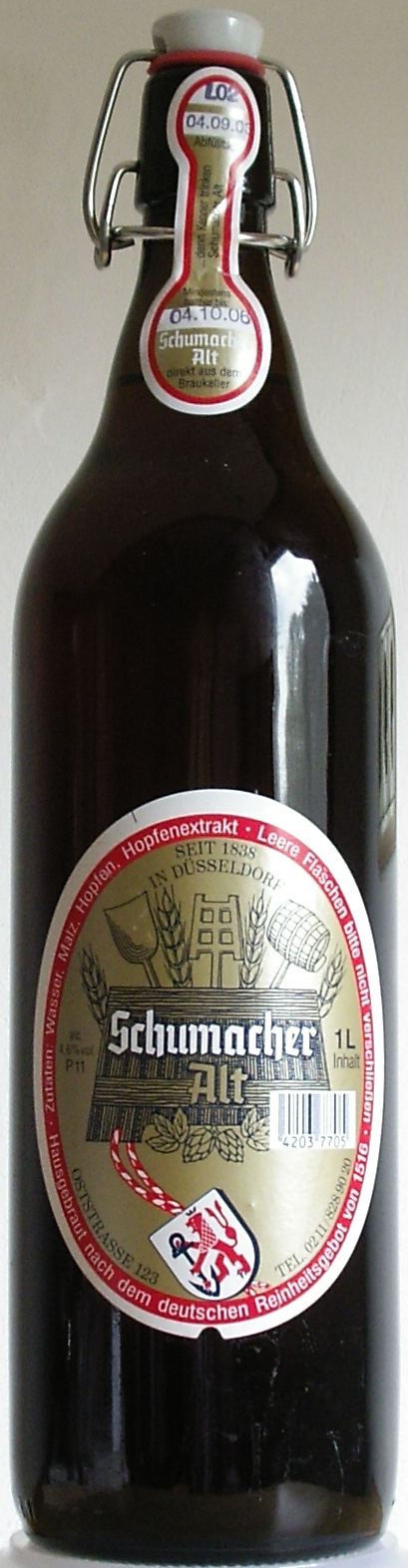
Ampolla d'Altbier Schumacher

La cerveseria d'altbier més popular és la Diebels, la més antiga, la Bolten documentada ja l'any 1266.
Les principals cerveses altbier són :
- Bolten (Korschenbroich)
- Bolten Ur-Alt (Korschenbroich)
- Clarissen Alt (Dortmund)
- Diebels Alt (Issum)
- Diebels Plato 13 (Issum)
- Düssel Alt (Düsseldorf)
- Eisenbahn (Blumenau, Brasil)
- Frankenheim Alt (Düsseldorf)
- Füchschen (Düsseldorf)
- Gatz Altbier (Düsseldorf)
- Hannen Alt (Mönchengladbach)
- Herzog Wilhelm Alt (Unna)
- Kutscher Alt (Frankfurt del Main)
- Niederrhein Alt (Korschenbroich)
- Oettinger Alt (Gotha)
- Pinkus Alt Original (Münster)
- Rhenania Alt (Krefeld)
- Schlösser Alt (Düsseldorf)
- Schlüssel Alt (Düsseldorf)
- Schumacher Alt (Düsseldorf)
- Schwelmer Alt (Schwelm)
- Uerige (Düsseldorf)
- Urfels Alt (Duisburg)
- Waldschloß Alt (Unna)